# Eduard Richter
Eduard Richter (Mannersdorf am Leithagebirge, 3 ottobre 1847 – Graz, 6 febbraio 1905) è stato un geografo austriaco.

## Biografia
Studiò storia e geografia all'Università di Vienna, dove i suoi insegnanti erano Theodor von Sickel e Friedrich Simony. Dal 1871 al 1886 fu insegnante presso il ginnasio di Salisburgo e nel 1886 divenne professore di geografia all'Università di Graz. Nel 1895 si recò in Norvegia per condurre degli  studi glaciologici.
Dal 1883 al 1885 fu presidente del comitato centrale del "Club alpino tedesco e austriaco" (DÖAV), e nel 1898-1900 fu presidente della Commissione internazionale dei ghiacciai. Nell'agosto del 1871, con l'alpinista Johann Stüdl, fu il primo a salire in cima allo Schlieferspitze (3289 m).
È ricordato per la sua ricerca glaciologica e limnologica della regione alpina orientale. Tra i suoi numerosi scritti vi fu un'indagine del 1888 su 1012 ghiacciai trovati nelle Alpi orientali e uno studio geomorfologico del 1900 sulle Alte Alpi. Con Albrecht Penck, fu editore dell'Atlas der Österreichischen Alpenseen (1895).

## Opere principali
- Der Krieg in Tirol im Jahre 1809, 1875.
- Das Herzogthum Salzburg, 1881.
- Die Gletscher der Ostalpen, 1888.
- Die Erschliessung der Ostalpen, 1893-94.
- Seestudien. Erläuterungen zur zweiten Lieferung des Atlas der österreichischen Alpenseen, 1896.
- Geomorphologische Untersuchungen in den Hochalpen, 1900.
- Historischer Atlas der österreichischen Alpenländer, 1906.[6]